# 浮き (釣具)
浮き（うき）とは、釣り糸の途中に結んで浮かせることで、釣り糸の先端に付けた釣り針を一定の水深に保ったり、魚の当り（魚信）を知るための目印として用いる釣道具（釣り具）の一つ。浮きを使った釣りのことを浮き釣りという。

## 浮きの種類

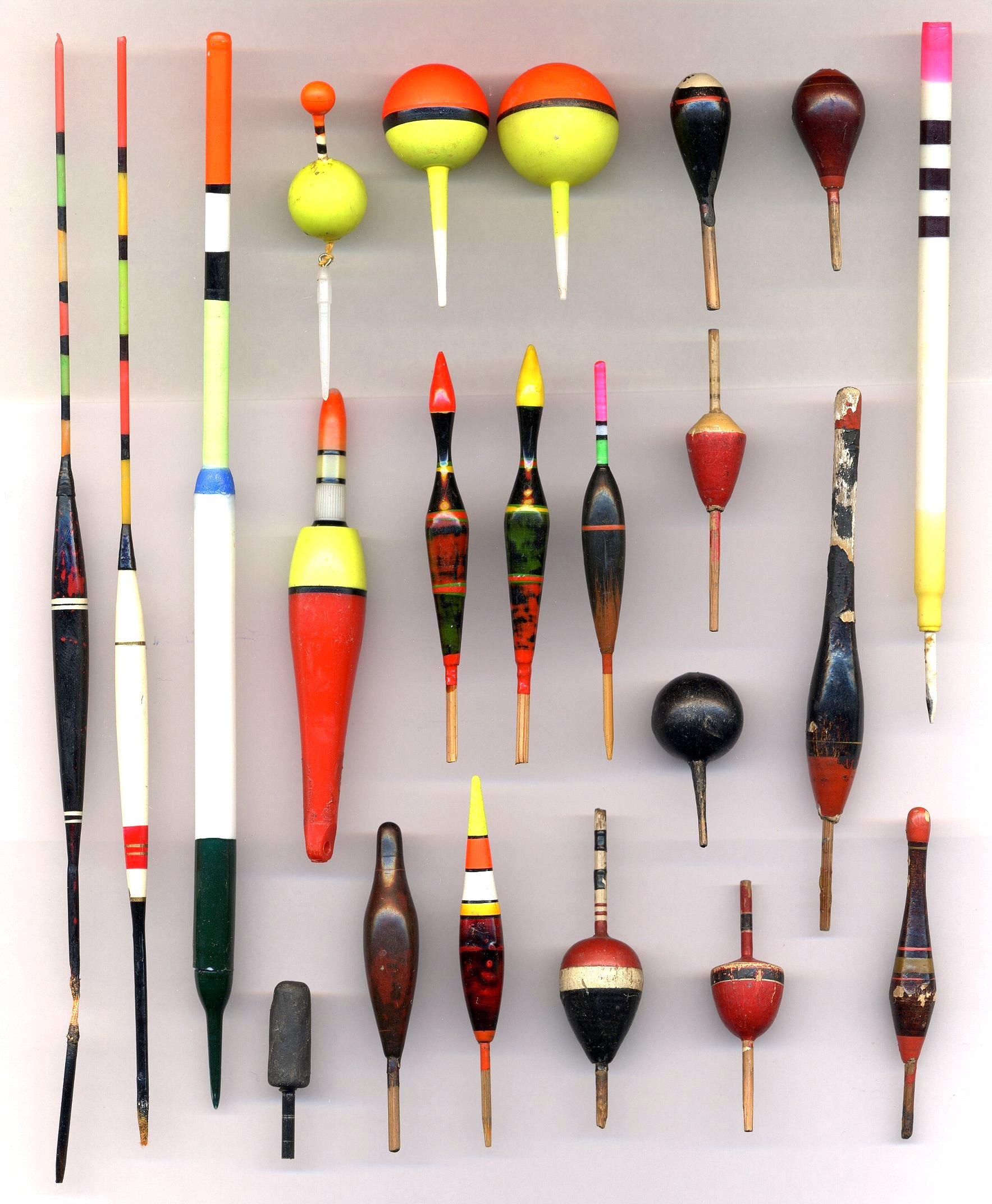
釣り用の浮き

### 棒浮き
アタリに対して敏感。流れの速い河川などでは、逆にアタリがわかりにくくなるため適さない。主に流れのゆるい釣り場で用いる。ヘラブナ釣りで高価なものが用いられる場合もある。

### 玉浮き
流れの速い釣り場でも使いやすくなっている。浮力が比較的大きいものが多い。セル玉と呼ばれることがある。

### 唐辛子浮き
棒浮きと玉浮きの中間の性能。見た目が唐辛子に似ている。木製ものが多い。

### 中通し浮き
一般的に"円錐ウキ"と呼ばれるが、円錐ウキは中通しウキの中の一つの形を指す。  円錐型、ドングリ型、逆円錐型など様々な形が存在する。  名の通り道糸がウキ本体の中を通るように使う。  現在の磯釣りなどのウキフカセ釣りに於いての主流の浮きである。  使い方はウキ本来の水面に浮かせて魚信(アタリ)を待つだけではなく、浮力以上のオモリを付けてウキを撒き餌と同じ速度でジワジワ沈める釣法もある。  中通し浮きの中に水中浮きという物も存在する。  名前の通り水中で使う浮き。マイナス浮力(放置すると沈む)で、浮かせるウキとセットで使う場合がほとんど。  上の潮は止まっているのに下の潮は動いている時等に用いられる。また仕掛けの重さが少し増えるため若干遠くへ飛ばしやすくなる。  他にシモリウキがあり、渓流で釣るときなどに使われる。

### 電気ウキ
上記のような形状による区別ではなく、浮きに発光機能が搭載されたもの。浮き用途に開発された細長いリチウム一次電池を使用し、豆電球やLED等で浮きが発光する仕掛けになっている。夜間の釣りにおいて暗闇でも浮きの動きが確認できる。

## 浮きの材質
木製、ガラス製、合成樹脂製などがある。

## 浮きの日本での歴史
長野県南宮遺跡（平安時代初期）から「浮き」が出土している。これは軽石に穴を開け、糸を通す仕組みになっている。
現在、釣りの主流になっている『立ち浮き』は江戸時代末期から明治時代にかけて始まったもので、それまでは『寝かせ浮き』が使われていた。『立ち浮き』を広めた人物の一人が初代馬井助こと菅原寅次郎で、彼は京都で床屋と新内節の師匠の傍ら、小間商いとして浮きを作っていた。彼は生涯、浮き作りを本職にはしなかったが、彼の次男、菅原与一は高等小学校を卒業後職を転々とした後、父が亡くなった昭和6年に26歳で浮き職人となった。二代目馬井助と呼ばれる彼の作品は個性豊かな形状と研ぎ出し仕上げなど本格的な美しい漆塗りで関西だけではなく関東でも注目され、中には、蒔絵などを施した作品や干支を題材にした揃いのものなど、芸術品とも呼べる浮きを作った。そのため、二代目馬井助の浮きは、現在、高値で取引される事が多い。